# تری فتور
تری فتور (متولد ژوئن ۱۰، ۱۹۶۵) عروسک گردان و کمدین آمریکایی و برنده فصل ۲ مسابقات آمریکا استعداد دارد می‌باشد. تری فتور در سال ۲۰۰۸ قراردادی پنج ساله به مبلغ ۱۰۰ میلیون دلار جهت اجرا با هتل د میراژ امضا کرد.